# Markovian Parallax Denigrate

Markovian Parallax Denigrate este o serie de sute de mesaje postate pe Usenet în 1996.  Mesajele, care par a fi un nonsens, au fost toate postate cu subiectul „Markovian parallax denigrate”.
Postările sunt adesea menționate împreună cu alte mistere bizare și/sau nerezolvate de pe internet, cum ar fi Sad Satan⁠(d), Cicada 3301, Publius Enigma⁠(d) și Semicercul nefavorabil (Unfavorable Semicircle⁠(d)). În 2012, Kevin Morris de la The Daily Dot⁠(d) s-a referit la aceste mesaje ca „cel mai vechi și mai ciudat mister al internetului”. În plus, a fost descris ca fiind „unul dintre primele mari mistere ale internetului”. 
În 2016, Susan Lindauer⁠(d) a fost identificată în mod eronat ca o posibilă sursă a acestor postări; când a fost contactată, ea a negat că este autoarea. Articolul din Daily Dot despre aceste evenimente afirmă că un cont de e-mail aparținând unei studente de la Universitatea din Wisconsin - Stevens Point, numită întâmplător Susan Lindauer, a fost falsificat pentru a acoperi identitatea celui care a postat. Explicațiile propuse pentru aceste texte includ un bot de chat experimental timpuriu sau un generator de text, un troll de pe internet sau o persoană pusă pe glume care postează spam pe forum sau un programator care experimentează cu lanțuri Markov.
Un articol ulterior pe acest subiect, publicat de The A.V. Club, consideră că evenimentul a devenit un mister doar datorită acoperirii ulterioare din mass-media, nefiind raportat pe scară largă înainte de articolul Daily Dot din 2012. Același articol notează că YouTuber Barely Sociable a realizat un videoclip despre acest subiect în 2020, în care a opinat că mesajele erau cel mai probabil un simplu spam fără mesaj ascuns.

## Exemplu
Acest mesaj aparent lipsit de sens a fost postat pe forumul „alt.religion.christian.boston-church” în 1996:
„jitterbugging McKinley Abe break Newtonian inferring caw update Cohen air collaborate rue sportswriting rococo invocate tousle shadflower Debby Stirling pathogenesis escritoire adventitious novo ITT most chairperson Dwight Hertzog different pinpoint dunk McKinley pendant firelight Uranus episodic medicine ditty craggy flogging variac brotherhood Webb impromptu file countenance inheritance cohesion refrigerate morphine napkin inland Janeiro nameable yearbook hark”